# Список найпродаваніших автомобілів світу
В даній статті міститься список найпродаваніших автомобілів в історії. Список складений на основі офіційних звітів автоконцернів, потрапили абсолютно різні автомобілі, однак у них у всіх є і дещо спільне. Список складений станом на кінець 2013 року.
| Модель                                                                | Фото                 |
| --------------------------------------------------------------------- | -------------------- |
| 1. Toyota Corolla (1966 — наш час) продано: 40 000 000 автомобілів    | Toyota Corolla       |
| 2. Ford F-серії (1948 — наш час) продано: 35 000 000 автомобілів      | Ford F-150           |
| 3. Volkswagen Golf (1974 — наш час) продано: 27 500 000 автомобілів   | Volkswagen Golf 6    |
| 4. Volkswagen Käfer (1933 — наш час) продано: 21 529 464 автомобілів  | Volkswagen Beetle    |
| 5. Ford Escort (1968—2000) продано: 20 000 000 автомобілів            | Ford Escort          |
| 6. Honda Civic (1972 — наш час) продано: 18 500 000 автомобілів       | Honda Civic          |
| 7. Honda Accord (1976 — наш час) продано: 17 500 000 автомобілів      | Honda Accord         |
| 8. Ford Model T (1908—1927) продано: 16 500 000 автомобілів           | Ford Model T         |
| 9. Volkswagen Passat (1973 — наш час) продано: 15 500 000 автомобілів | Volkswagen Passat B7 |
| 10. Chevrolet Impala (1958 — наш час) продано: 14 000 000 автомобілів | Chevrolet Impala     |